# 斯波達希
49°2′46″N 28°53′3″E / 49.04611°N 28.88417°E
斯波達希（烏克蘭語：Сподахи），是烏克蘭西南部的村莊，隸屬文尼察州的文尼察區。該村面積4.99平方公里，海拔高度300米，2001年人口787，人口密度每平方公里157.72人。